# Nicole de Margival

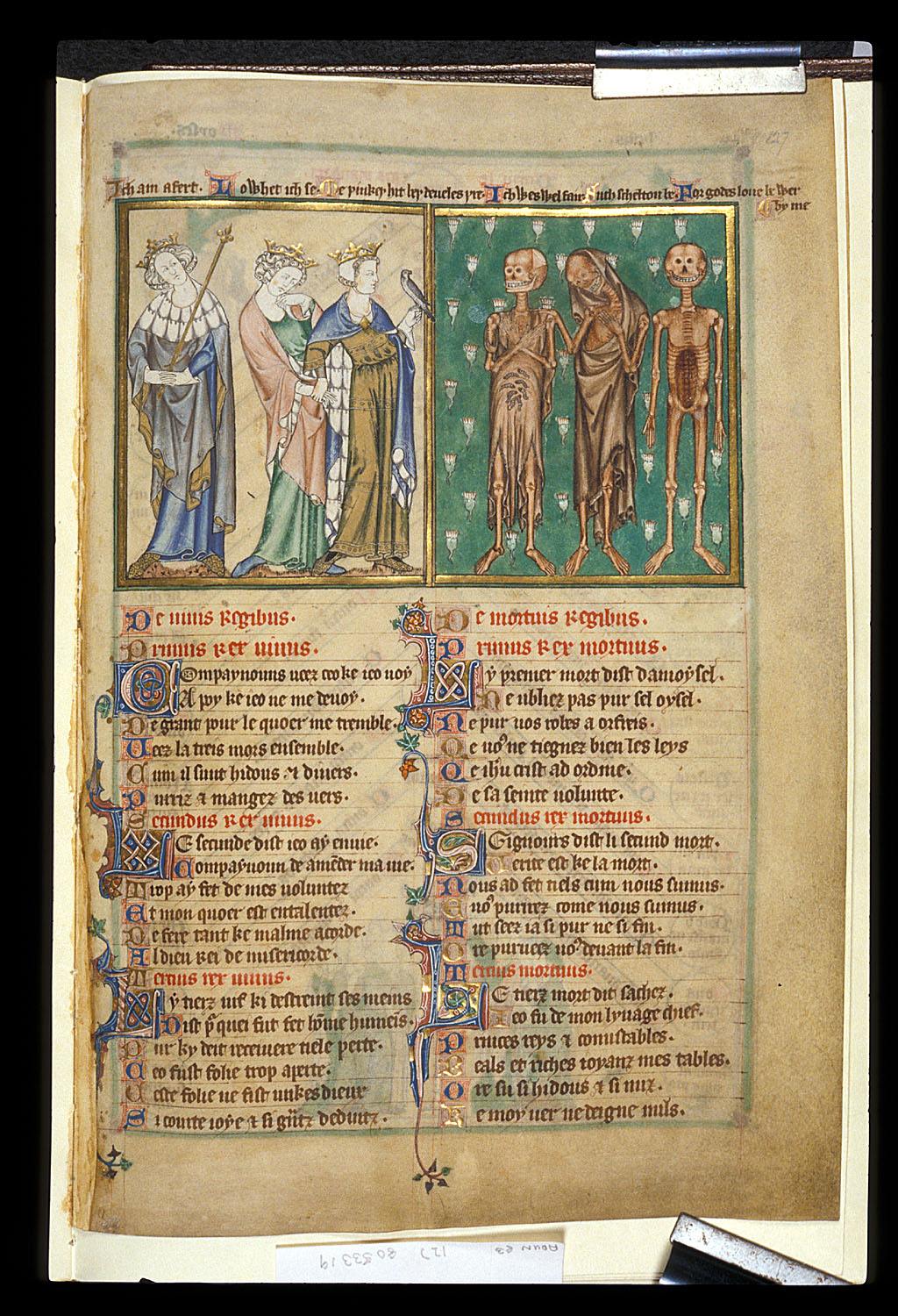
De drie levenden en de drie doden in het Psalter van Robert de Lisle, f127r

Nicole de Margival was een schrijver die actief was op het einde van de 13e eeuw. Buiten de werken die hij heeft geschreven is er niets over hem bekend.
Als zijn naam zou wijzen op zijn afkomst uit Margival, een gemeente in het Franse departement Aisne (regio Hauts-de-France), zou deze schrijver net als Boudewijn van Condé, een andere auteur van een van de versies van De drie levenden en de drie doden, afkomstig zijn uit het noorden van Frankrijk.

## Werken
Er zijn twee werken van hem overgeleverd:
- La panthère d’amors (De panter van de liefde)
- Li troi mort et li troi vif (De drie levenden en de drie doden)

### La panthère d’amors
De eigenlijke titel van het werk is “Li dis de la panthère”. Het is bewaard gebleven in twee handschriften:
1. Parijs, BnF, français 24432, f153va-f171rb.
2. Sint-Petersburg, Russische Nationale Bibliotheek, Fr.Q.v.XIV.3, ff. 46-64

Het werk herneemt het verhaal van de Roman de la Rose. De auteur vertelt in 2665 (octosyllabische) verzen hoe hij in een droom de panter, symbool van de liefde achternagaat, in een wereld bevolkt door allerhande fabeldieren, om haar een gedicht te geven dat getuigt van zijn liefde. In zijn droom valt hij in slaap en droomt dat zijn geliefde het gedicht weigert. Hierdoor ontwaakt hij (nog steeds in zijn droom) en wordt getroost door de godin van de liefde en door Venus, die hem toevertrouwen aan Fortuna. Zijn onderhoud met de godin eindigt met de komst van de panter die dankzij de tussenkomst van de dames Grâce (gratie), Pitié (medelijden) en Merci (dankbaarheid) uiteindelijk zijn liefde accepteert. Op dat moment ontwaakt de verteller uit zijn droom.
Het is het eerste gedicht in de Franse literatuur dat een verhaal vertelt in de ik-persoon, combineert met liederen gecomponeerd door de verteller. Nicole voegt liederen toe van Adam de la Halle’s ' en van het De amore van Andrea Cappelanus in de aanpassing van Drouart la Vache.

### Li troi mort et li troi vif
De drie levenden en de drie doden van Nicole de Margival, is een van de vijf originele Franse versies die het verhaal vertellen van drie rijke, prachtig geklede jonge ridders, die tijdens een vrolijke valkenjacht plots geconfronteerd worden met drie (levende) lijken in verschillende staat van ontbinding. De doden wijzen hen op de broosheid en de ijdelheid van het leven en zeggen dat ze er niet lang geleden uitzagen zoals de jongelui nu, en verwittigen hen om zich te allen tijde klaar te houden voor de dood. Dit gedicht bevat 216 verzen. Het werk is bewaard gebleven in drie handschriften:
1. Chantilly, Bibliothèque et Archives du Château, 1942, f6r, fragment (vers 160 en volgende.)
2. Parijs, BnF, français, 1109, f. 327r-328r
3. Parijs, BnF, français, 25566, f. 218rb-219vb